# فريد شوشان
فريد شوشان ولد في 19 ابريل 1973 في مدينة سوسة هو لاعب كرة قدم تونسي سابق بالنجم الرياضي الساحلي والنادي الأفريقي.

## روابط خارجية
- فريد شوشان على موقع الاتحاد الدولي (مؤرشف)  (الإنجليزية)
- فريد شوشان على موقع قاعدة بيانات كرة القدم.إي يو (الإنجليزية)
- فريد شوشان على موقع ناشيونال فوتبول تيمز (الإنجليزية)
- فريد شوشان على موقع أوليمبيديا (الإنجليزية)